# Villa Maren

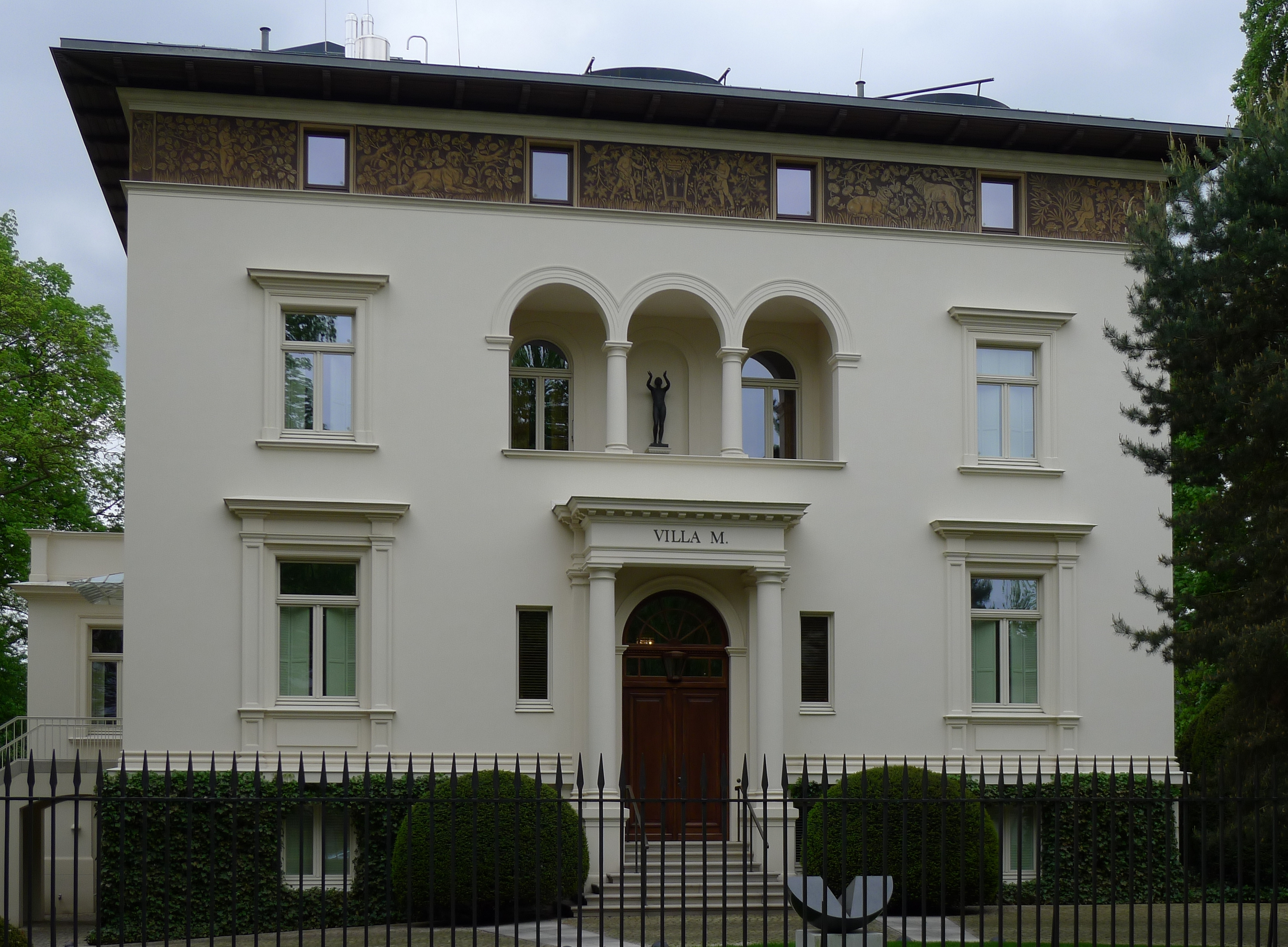
Hauptfassade der Villa M.: Die repräsentative Neorenaissance-Villa von 1896/97 besticht durch ihre symmetrische Gliederung, die klassizistische Loggia im Obergeschoss und das seltene Sgraffitoband unter dem Dach.

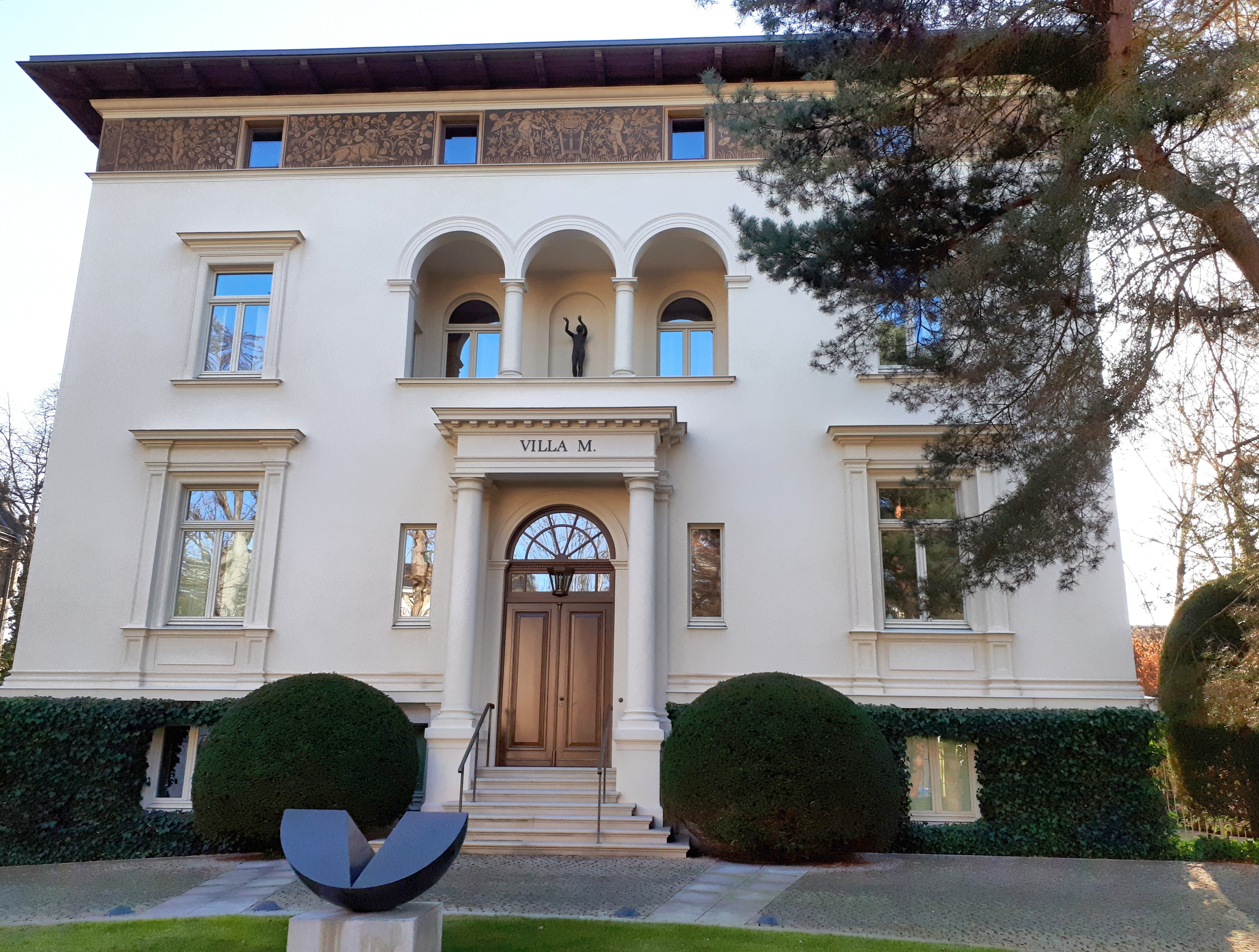
Der gepflegte Vorgarten mit einer Skulptur von Max Bill (Zwilling als Viertelkugel) bildet einen harmonischen Kontrast zur historischen Architektur.

Die Villa Maren ist ein Baudenkmal im Berliner Ortsteil Grunewald im Bezirk Charlottenburg-Wilmersdorf.

## Geschichte
Die Villa Maren wurde in den Jahren 1896 bis 1897 als Wohnhaus für den Arzt Paul Maren errichtet. Als Architekt gilt Emanuel Heimann, der mutmaßlich im Auftrag des Architekturbüros Zaar & Vahl tätig war. Heimann hatte zuvor mit Ludwig Hoffmann zusammengearbeitet und engagierte sich später intensiv in der Berliner Stadtentwicklung.
Während des Zweiten Weltkriegs bestanden Pläne, die Villa zu einem Bürogebäude umzubauen. Diese wurden 1941 von Hugo Schellenberg entworfen, jedoch nicht umgesetzt. Im Jahr 1956 erfolgte ein Umbau des Obergeschosses für den Verlag Deutsche Jugendbücherei. In den Jahren 1958 und 1961 diente das Haus als Flüchtlings- und Umsiedlungsheim. Heute wird die Villa vom Deutschen Roten Kreuz genutzt, wobei die ursprüngliche Raumstruktur weitgehend erhalten blieb.

## Architektur
Die Villa ist ein Beispiel der Neorenaissance mit italienischen Vorbildern. Ihre Architektur zeichnet sich durch klare, ruhige Formen und eine ausgewogene Gliederung der Fassaden aus. Auffällig ist das harmonische Verhältnis zwischen Wandflächen und den architektonischen Öffnungen wie Loggia, Fenstern und Portal. Besonders bemerkenswert ist ein breites Sgraffitoband im Bereich des Mezzanins, das als seltenes Motiv in der Berliner Baugeschichte gilt.

## Denkmalschutz
Die Villa Maren ist als Baudenkmal gelistet und in der Denkmaldatenbank des Landesdenkmalamts Berlin unter der Objekt-Dokumentationsnummer 09046594 registriert. Sie befindet sich in der Winklerstraße 12 im Ortsteil Grunewald, am Dianasee, schräg gegenüber der Residenz des Botschafters des Königreichs Norwegen und direkt neben der Villa Noelle.